# Euphorbia myrtillifolia
Euphorbia myrtillifolia är en törelväxtart som beskrevs av Carl von Linné. Euphorbia myrtillifolia ingår i släktet törlar, och familjen törelväxter. Inga underarter finns listade i Catalogue of Life.